# Üç maymun
Üç maymun (titulada Tres monos en España y Tres Monos: No veo, no escucho, no hablo en México) es una película dirigida por el premiado director turco Nuri Bilge Ceylan y estrenada en España en 2009.

## Argumento o sinopsis
Un político mata a un desconocido mientras conduce borracho  su automóvil por un camino rural en medio de la noche. Aterrorizado por los posibles daños a su carrera, soborna a su chófer, Eyüp, para que asuma la culpa (y nueve meses en prisión) a cambio de una importante suma de dinero que aseguraría el futuro de su familia.

## Premios
- Premio al Mejor Director (Nuri Bilge Ceylan)en Cannes 2008
- Nominada a la Mejor Película en Cannes 2008

- Datos: Q2352649